# Nimitz (Schiff)
Die Nimitz (dienstliche Bezeichnung: USS Nimitz CVN-68) ist der erste Flugzeugträger der nach ihr benannten Nimitz-Klasse der United States Navy. Als Namenspatron wurde Chester W. Nimitz gewählt, der Oberbefehlshaber der Pazifikflotte im Zweiten Weltkrieg war.
Das Schiff wurde von der Newport News Shipbuilding Company in Newport News, Virginia, gebaut. Die Kiellegung der Nimitz fand am 22. Juni 1968 statt, am 3. Mai 1975 stellte US-Präsident Gerald Ford in der Naval Station Norfolk, Virginia, das Schiff in Dienst.
Das Schiff soll bis ins Jahr 2026 im Einsatz sein. Das Carrier Air Wing Eleven (CVW-11) ist auf der Nimitz stationiert.

## Geschichte
Seit 1976 war die Nimitz 11 Jahre lang hauptsächlich im Mittelmeer im Einsatz. Danach wurde der Flugzeugträger an der Westküste der USA stationiert und hatte seine Einsatzgebiete im Pazifik und im Indischen Ozean.

### Einsätze im Atlantik und Mittelmeer
Am 7. Juli 1976 lief die Nimitz von ihrem ursprünglichen Heimathafen in Norfolk, Virginia, zu ihrem ersten Einsatz ins Mittelmeer aus.
Während ihres dritten Einsatzes im Mittelmeer vom 10. September 1979 bis 26. Mai 1980 startete u. a. von der Nimitz die (gescheiterte) Rettungsaktion Operation Eagle Claw, mit der die 52 in der US-Botschaft in Teheran als Geiseln gefangen gehaltenen Amerikaner befreit werden sollten.
In der Nacht vom 25. Mai 1981 kam es bei einer Übung zu einem Unfall, als ein Flugzeug vom Typ EA-6B Prowler bei der Landung auf das Flugdeck stürzte und 14 Besatzungsmitglieder tötete; weitere 45 wurden verletzt.
Am 19. August im selben Jahr griffen zwei Su-22-Piloten aus Libyen zwei F-14 Tomcat der Nimitz in der Großen Syrte an und wurden abgeschossen.
Nach der Flugzeugentführung von TWA-Flug 847 am 14. Juni 1985 durch libanesische Terroristen wurde die Nimitz ins östliche Mittelmeer vor die Küste des Libanon geschickt.

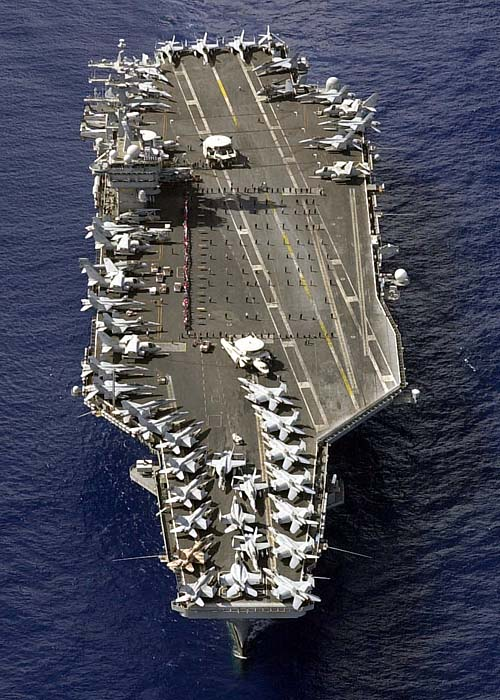
Flaggenzeremonie während eines Besuchstages von Freunden und Familien bei der Heimkehr im November 2003

Nach einem weiteren Einsatz im Mittelmeer erreichte das Schiff am 2. Juli 1987 seinen neuen Heimathafen in Bremerton, Washington.
Während ihrer Dienstzeit bei der 2. US-Flotte besuchte sie in den Jahren 1975, 1978, 1980 und 1986 insgesamt viermal Wilhelmshaven.

### Einsätze im Pazifischen Ozean und Indischen Ozean
Im September 1988 operierte die Nimitz vor der Küste von Südkorea, um für die Sicherheit der Olympischen Spiele in Seoul zu sorgen. Ab 29. Oktober 1988 schützte das Schiff die Schifffahrtswege von kuwaitischen Öltankern im Arabischen Meer.
Am 25. Februar 1991 startete der Flugzeugträger zu einem Kriegseinsatz im Persischen Golf, um am Luftkrieg während der Operation Wüstensturm im Zweiten Golfkrieg teilzunehmen. 1993 war das Schiff nochmals in diesem Gewässer.
1995 war die Nimitz im westlichen Pazifik, im Indischen Ozean, am Persischen Golf und bei Taiwan stationiert, als es zu Streitigkeiten zwischen China und Taiwan kam.
Am 1. September 1997 sollte die Nimitz zu Besuchen in Häfen rund um die Welt aufbrechen, wurde jedoch erneut in den Persischen Golf gerufen, um Aufträge der UNO zu unterstützen.
Am 26. Mai 1998 begann beim Hersteller Newport News Shipbuilding eine umfassende Generalüberholung und Modernisierung des Schiffs (Refueling and Complex Overhaul), die bis ins Jahr 2001 dauerte. Dabei wurden auch die Brennstoffe der Kernreaktoren ausgetauscht.
Am 13. November 2001 erreichte die Nimitz ihren neuen Heimathafen in San Diego, Kalifornien. Dort wurde die Einsatzbereitschaft des Schiffs wiederhergestellt. Nach mehreren Übungen wurde die Nimitz am 29. Januar 2003 wieder für einsatztauglich erklärt.

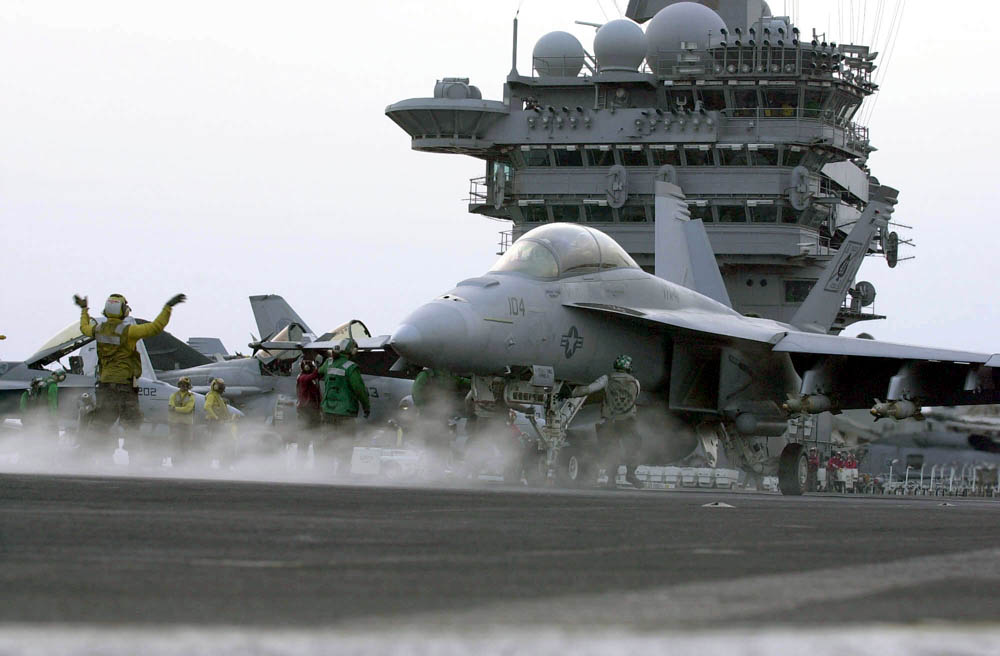
Vorbereitung für den Start einer F/A-18F

Am 3. März 2003 brach der Flugzeugträger in Richtung des westlichen Pazifik auf und war bis September im dritten Golfkrieg im Einsatz. Als Teil der Operation Iraqi Freedom wurden von der Nimitz über 6.500 Kampfeinsätze geflogen. Zum ersten Mal kamen bei diesen Missionen zweisitzige Flugzeuge vom Typ F/A-18F Super Hornet zum Einsatz. Auf dem Luftweg wurden 318 Tonnen Fracht und 5.500 Besatzungsmitglieder auf die Nimitz befördert.
Nach Zwischenstopps in Singapur und Pearl Harbor, Hawaii lief die Nimitz am 5. November 2003 in die Bucht von San Diego ein und hatte seit März 63.500 Seemeilen zurückgelegt.
Am 9. Februar 2008 flog ein russischer Bomber vom Typ Tupolew Tu-95 in einer Höhe von nur 600 Metern im Pazifik südlich von Japan über den US-Flugzeugträger und ein weiterer Tu-95-Bomber seitlich versetzt. Nach russischen Angaben befanden sich die Flugzeuge auf einem Patrouillenflug. Der Flugzeugträger legte am 12. Februar in Sasebo in Japan an.
Ende 2010 begann eine 15-monatige, 239 Millionen Dollar teure Überholung in der Puget Sound Naval Shipyard. Im März 2012 wechselte der Heimathafen des Schiffes zur Naval Station Everett. Im Frühjahr fanden Trainingsfahrten und Flugoperationen vor der Westküste statt. Am 11. Juni verließ die Nimitz Everett, um an der multinationalen Übung RIMPAC u. a. mit dem amphibischen Angriffsschiff Essex teilzunehmen. Sie kehrte nach 70 Tagen in ihren Heimathafen zurück. Den Rest des Jahres verbrachte sie mit weiteren Übungsfahrten. Dabei wurde auch die MV-22 Osprey als Ersatz für die ältere C-2A Greyhound getestet. Am 21. November gab die Navy bekannt, dass der für Anfang 2013 geplante Einsatz im Pazifik und dem arabischen Meer verschoben wird, da eine Kühlpumpe defekt war. Die erforderlichen Reparaturen wurden im Frühjahr 2013 abgeschlossen. Die Nimitz verließ daraufhin ihren Heimathafen am 30. März.
Nach einer Abschlussübung vor der Küste Südkaliforniens nahm der Flugzeugträger im Zuge der Spannungen zwischen Nord- und Südkorea Kurs in Richtung der Halbinsel, wo im Mai erst die Hafenstadt Busan besucht und anschließend ein Manöver mit der Marine Südkoreas abgehalten wurde. Ab Juni wurden im Arabischen Meer die Koalitionskräfte der ISAF in Afghanistan unterstützt. Ende August wurde die Nimitz vom Schwesterschiff Harry S. Truman in dieser Aufgabe abgelöst. Sie passierte daraufhin am 20. Oktober den Suezkanal in Richtung Mittelmeer, eskortiert vom Lenkwaffenkreuzer Monterey, nachdem es in Syrien zum Giftgasangriff von Ghuta gekommen war. Die Flugzeuge sollten sich am von Präsident Obama angekündigten Militärschlag beteiligen, der jedoch letztlich nicht stattfand. Nach einem Hafenbesuch in Italien nahm die  Nimitz wieder Kurs auf das Arabische Meer und erreichte über Zwischenstopps in Pearl Harbor und San Diego am 16. Dezember wieder ihren Heimathafen.
Im Rahmen der Erprobung der F-35C Lightning II absolvierte die erste Maschine dieser Version die erste Trägerlandung überhaupt am 3. November 2014 auf der Nimitz vor der Küste San Diegos.

### Einsätze (Zusammenfassung)
- 1980: Operation Eagle Claw (Geiselnahme im Iran)
- 1981: „Golf von Sidra“ (Libyen)
- 1988: Bewachung der Olympischen Sommerspiele 1988 in Seoul
- 1991: Operation Desert Storm (2. Golfkrieg)
- 1991: Operation Southern Watch (Überwachung der Flugverbotszonen im Irak, 1991–2003)
- 1995: Taiwan (Beobachtung eines Manövers der VR China)
- 2003: Operation Iraqi Freedom (Irak-Krieg)
- 2005: Operation Iraqi Freedom
- 2007: Operation Iraqi Freedom; Operation Enduring Freedom; Valiant Shield
- 2008: Patrouille im Westpazifik
- 2009/2010: Operation Enduring Freedom
- 2013: Ostküste Nordkorea, Operation Enduring Freedom, Mittelmeer

## Die Nimitz in Medien
In dem Hollywood-Film Der letzte Countdown (Originaltitel The Final Countdown) aus dem Jahre 1980 wird die Nimitz auf unerklärliche Weise in die Vergangenheit versetzt und befindet sich deshalb am 7. Dezember 1941 im Pazifik in der Nähe von Hawaii. Der Kapitän der Nimitz, Matthew Yelland, dargestellt von Kirk Douglas, ist fest entschlossen, mit der starken Kampfkraft seines Schiffes den japanischen Angriff auf Pearl Harbor zu stoppen und somit in die Geschichte einzugreifen. Er wird im letzten Moment – seine Flugverbände sehen bereits die anfliegenden japanischen Luftstaffeln – von dem gleichen Sturm, der sein Schiff in das Jahr 1941 befördert hat, wieder in seine Gegenwart zurückgeholt. Der Angriff auf Pearl Harbor findet so statt, wie er uns bekannt ist.
In dem Actionstreifen Stealth – Unter dem Radar ist der Flugzeugträger USS Nimitz mehrmals zu sehen.